# Monumento al déspota Stefan Lazarevic
El Monumento con la inscripción de la muerte de déspota Stefan Lazarevic es una lápida conmemorativa erigida en 1427 en el patio de la iglesia de Santo Elías en la aldea de Crkvine, una parte del pueblo Markovac, en el municipio serbio de Mladenovac.
El Déspota Stefan Lazarevic (1377–1427) fue el hijo y heredero del santo príncipe serbio Lazar Hrebeljanovic y princesa Milica. Después de la batalla de Angora en 1402, fue proclamado déspota, el título bizantino más importante después del emperador. Este título significó que Serbia estaba tomando un giro hacia la parte cristiana del mundo. En el año 1403 proclamó a Belgrado como la capital, introduciéndola así en el grupo de centros literarios europeos más importantes. Durante su reinado y el reinado de su heredero Djuradj Brankovic, Serbia floreció y restableció su categoría de estado que duró hasta el año 1459 bajo constantes ataques otomanos. En su legado más importante, monasterio Resava (Manasija), Stefan Lazarevic organizó la Resavska escuela de copia, centro europeo de traducción y copia de los libros. Escribió muchas obras literarias entre las cuales se destaca Slovo Ljubve, discurso en forma de carta poética en la que pide reconciliación a su hermano menor, Vuk.

## Historia
La historia del monumento que se encuentra en el lugar de la muerte del déspota Stefan Lazarevic empieza cuando Belgrado, bajo el reinado de este grande y noble gobernante, se convirtió el centro de comercio, oficios y diplomacia, un semillero del arte y literatura, pero también el escenario histórico de grandes guerras y del sufrimiento del pueblo serbio. Dos años después de haber mandado el flanco invicto de caballería pesada en la batalla de Angora, de haber sido proclamado déspota por el emperador bizantino  y de haberse convertido en un gobernante independiente, déspota Stefan recibió el gobierno de Belgrado del rey húngaro. Según su biógrafo Konstantin Filosof, el déspota era fascinado por Belgrado y su ubicación y lo comparaba con ¨el lugar más hermoso desde la antigüedad, la ciudad más grande.
Aunque en el estado del déspota había periodos de guerra que se intercambiaban con los de paz, Belgrado se hizo famosa en Europa de aquella época tanto por su alta diplomacia que alcanzaba el nivel de la Serenísima República de Venecia y el Imperio bizantino, cuanto por su constante correspondencia con las ricas casas reales y el comercio que florecía en los tiempos de paz. En la corte del déspota Stefan Lazarevic en la ciudad alta de la fortaleza de Belgrado todo era regido según altas estándares y normas bizantinos. Sin embargo, el estado y también el déspota fueron agitados por conflictos internos. La nobleza no miraba sus éxitos con buenos ojos, lo criticaba por su relación estrecha con la corte húngara, y por llevar con orgullo el condecoración del dragón dorado.
El conflicto con la nobleza, mandada por su hermano menor, Vuk Lazarevic, se convirtió en una verdadera guerra civil. En los momentos de mayor sufrimiento, en el año 1409, el déspota Stefan Lazarevic expresó sus pensamientos en „Slovo ljubve“, un poema sublime sobre amor fraterno. Héroe en la batalla y elevado en su amor fraternal, déspota Stefan era gobernante de sublimidad bizantina amado por su pueblo. Su buen tino en el tratamiento de asuntos, especialmente con los sultanes turcos, le trajo un largo periodo de paz, en el que siguió trabajando con diligencia para a asegurar las fronteras en vistas de legar un estado regulado y estable a su heredero Djuradj Brankovic. Pero no llegó a disfrutar mucho tiempo en ese estado idílico.

## La muerte del déspota Stefan
Como era el caso con la mayoría de los gobernantes y nobles europeos de aquella época, a déspota Stefan también le gustaba ensillar su caballo y cazar con su séquito en las aldeas cercanas a Belgrado y lo hacía muy a menudo. En un ocasión en la que volvía de la corte húngara, el déspota se encontró cerca de un lugar llamado Glava o Glavica y se detuvo allá con su séquito para cazar. Extendió la mano, como solía hacer, para recibir su azor pero su cuerpo no le hizo caso. Todo el séquito se dio cuenta de que el cuerpo del déspota se bamboleaba lo que implicaba que algo no estaba bien. Todos sabían que el déspota siempre se comportaba digno a caballo así que todos lo miraban con asombro cuando se desplomó en el suelo, desamparado. 
Según la leyenda, su muerte imprevista, que ocurrió el 19 de junio de 1427, estuvo marcada por una anómala tormenta que ennegreció el cielo sobre Belgrado, encubriendo un trueno las últimas palabras del déspota:¨¡Traedme Djuradj, traedme Djuradj!¨ El pueblo veía la muerte del déspota como un desastre. Temiendo problemas venideros, todo el reino lloraba la muerte de su gran gobernante del que desde el principio sabían que era ¨El elegido mensajero de una nueva era¨. La muerte del déspota anunció el periodo más duro en la historia del pueblo y el estado serbio en el que se arruinó el reino y se perdió la identidad nacional.

## La erección del monumento

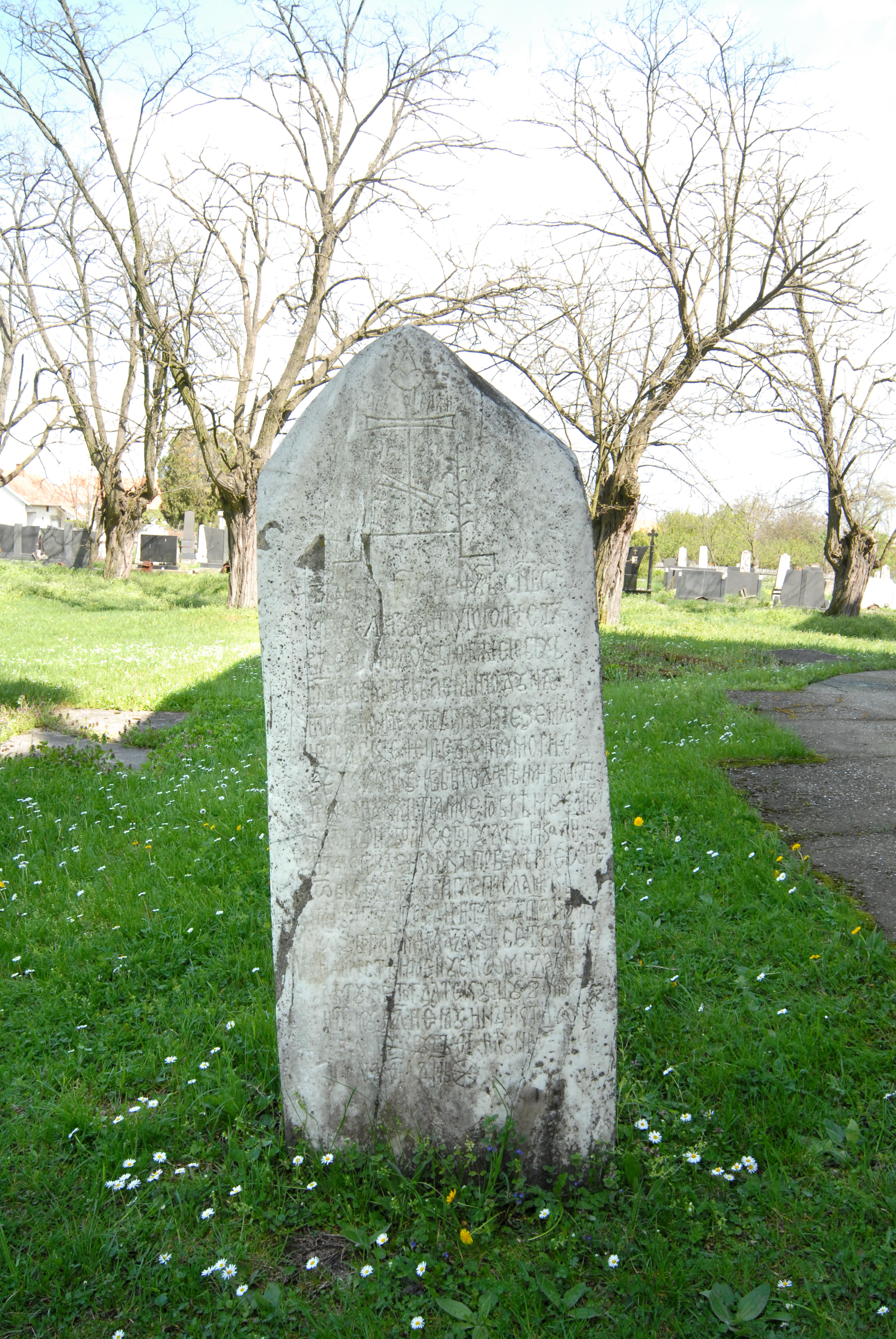
El monumento

Para guardar la memoria del momento de defunción del gobernante más amado y apreciado, una lápida fue colocada en el lugar donde cayó de su caballo, cerca de la iglesia cuyo fundador era él mismo. Despidiéndose de su patrón, sus asociados más cercanos que estaban en su séquito, le levantaron un monumento de mármol de Vencac inscribiendo en él palabras de mayor lealtad y respeto. Así sabemos que el monumento fue levantado por Djuradj Zubrovic, un noble de la región a la cual pertenecía la aldea de Glava y caballero del séquito del déspota. Porque el déspota fue alto y con una postura muy digna, por la cual era conocido como Alto Stefan, el monumento fue hecho en forma de obelisco para representar la sublimidad de su reinado y la inmortalidad de su alma.

## Inscripciones en el monumento
Las inscripciones en los demás lados del monumento muestran una expresión de amor y gratitud, llena de dolor sincero y tristeza por la pérdida del gobernante: Bendecido señor Stefan, buen señor y demasiado bueno y estimado y querido señor el déspota, pobre sea la persona que te ve muerte aquí. Sin embargo, la inscripción más bella está inscrito en forma de epitafio en el frente del monumento. El autor de este epitafio es, según unos, un sacerdote llamado Vuksa cuya firma se encuentra en el lado angosto del monumento, y según otros, la inscripción representa la despedida del gran amigo del déspota y su biógrafo, Konstantin Filosof. En cualquier caso, el epitafio representa uno de los textos más bellos de la literatura medieval serbia y también representa un evidente fuente histórico para el estudio de la vida y la muerte del déspota. Los datos en el monumento, especialmente los que se refieren a las regiones bajo su dominio, a la duración de su reinado y al momento exacto de su muerte, son iguales a los que están puestos en la biografía del déspota. Además del epitafio, según la costumbre de Serbia medieval, grabaron una imagen de la cruz de Cristo en Calvario, que directamente simboliza  martirio y  sufrimiento, y también una imagen borrosa de ciervo que alude a la caza, durante la cual el déspota murió de repente.
La lengua en la que está escrito el epitafio pertenece a un estilo literario medieval llamado “ornamentado”, en el que domina el tono solemne típico para las lápidas mortuorias erigidas a una persona importante, especialmente a un gobernante. Como un símbolo de la fuerza de la fe y la lealtad al voto caballeresco la lápida ha sobrevivido periodos turbulentos de la historia serbia después de la muerte del déspota hasta hoy. Su dureza y resistencia, junto con la blancura de sus lados pulidas, representan el último recuerdo al famoso gobernante, poeta, fundador de las iglesias y mártir.
Epitafio en el frente de la lápida, en el lado oeste:
```
 
```

Yo, Déspota Stefan, hijo de santo príncipe Lazar y después de su defunción, gobernante de todos los Serbios en Podunavlje y Posavlje y parte del estado húngaro y parte del estado bosnio y además en Primorje de Zeta. Y con mi poder, que fue dada a mí por Dios, pasaba el tiempo de mi vida cuanto Dios lo quería, alrededor de 38 años. Y así recibí la orden de todos los emperadores y del Dios, un ángel fue enviado a mí diciéndome: Vete Y así mi alma se partió con mi miserable cuerpo en el lugar llamado Glava el año 6000 y 900 y 30 y 5 indicadores al 5 sol 5 círculo 19 y de luna 19, mes julio, día 19.

Otras inscripciones:
```
 
```

Bendecido señor Stefan, buen señor y demasiado bueno y estimado y querido señor el déspota, pobre sea la persona que te ve muerte aquí.

La inscripción en el lado este, debajo de la cruz:
```
 
```

Yo, Djuradj Zubrovic, pecaminoso sirviente de Dios, erigí esta lápida

La inscripción en el lado angosto:
```
 
```

Dios, perdone a padre Vuksa

## Patrimonio cultural
Único por su contenido y su uso, la lápida representa un testimonio importante que sirve para el estudio de la historia, arte y literatura de Belgrado y Serbia medieval. Como uno de los monumentos de patrimonio cultural balcánico más importantes y más antiguos, la Lápida en el lugar de la muerte de déspota Stefan Lazarevic fue proclamado el monumento cultural de importancia excepcional para el estado en  1979.
La lápida se encuentra en el patio de la iglesia de Santo Elías, que fue construida en 1886. en el lugar donde antes estaba un edificio sagrado, del que piensan que había sido construido en el siglo XV. Según algunos fuentes, la iglesia fue originalmente construida en el estilo arquitectónico de Morava por déspota Stefan Lazarevic que la dedicó a Dios. La iglesia fue renovada en   1836. por la iniciativa de knez Milos Obrenovic, y el iconostasio para la iglesia fue hecho en 1853-54. por uno de los pintores de iconos más influyentes de Serbia del siglo XIX, Dimitrije Posnikovic. La iglesia renovada sirvió hasta 1884,cuando fue derribada porque sufrió daños en un terremoto y fue reemplazada con la de hoy que fue construida en 1886.

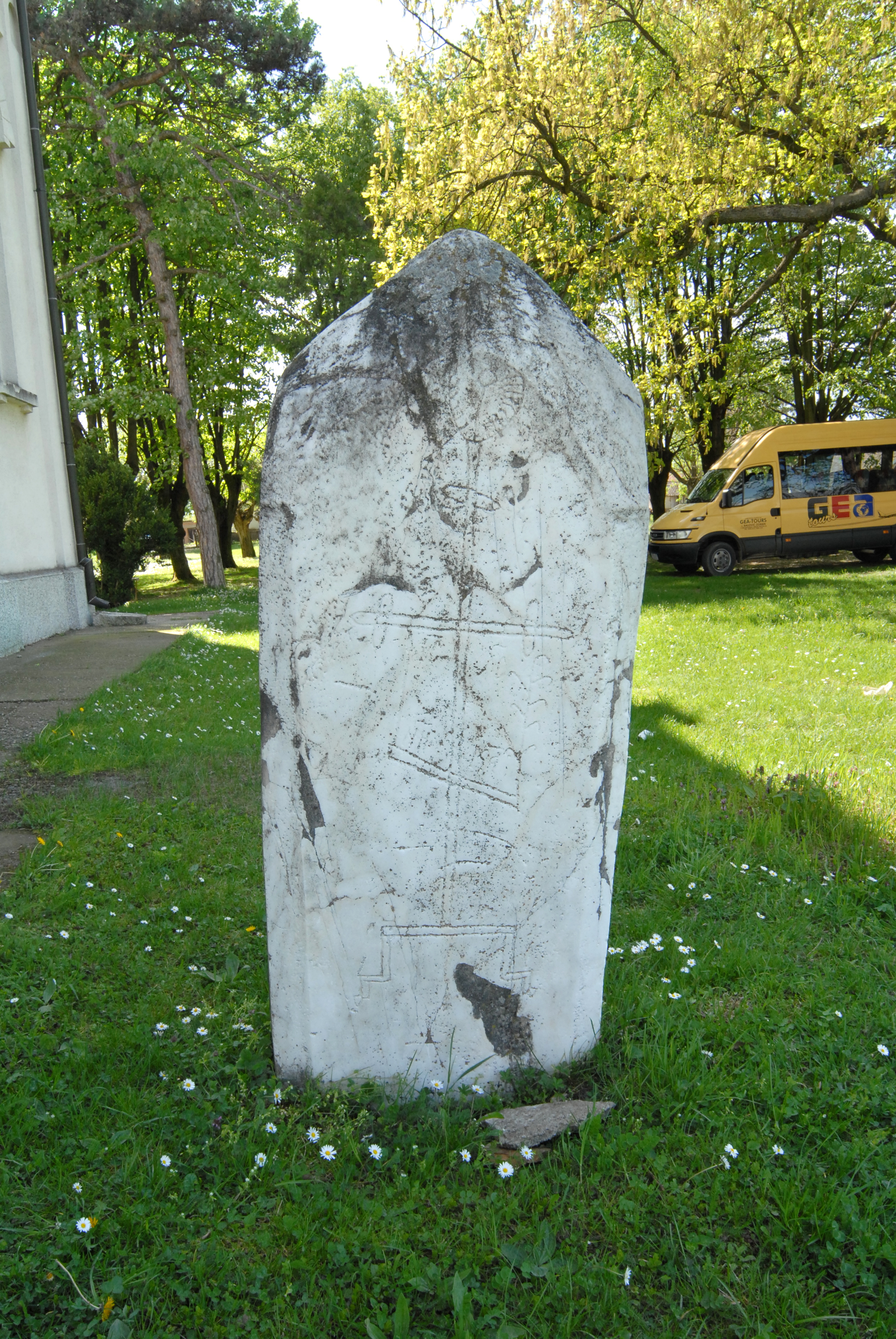
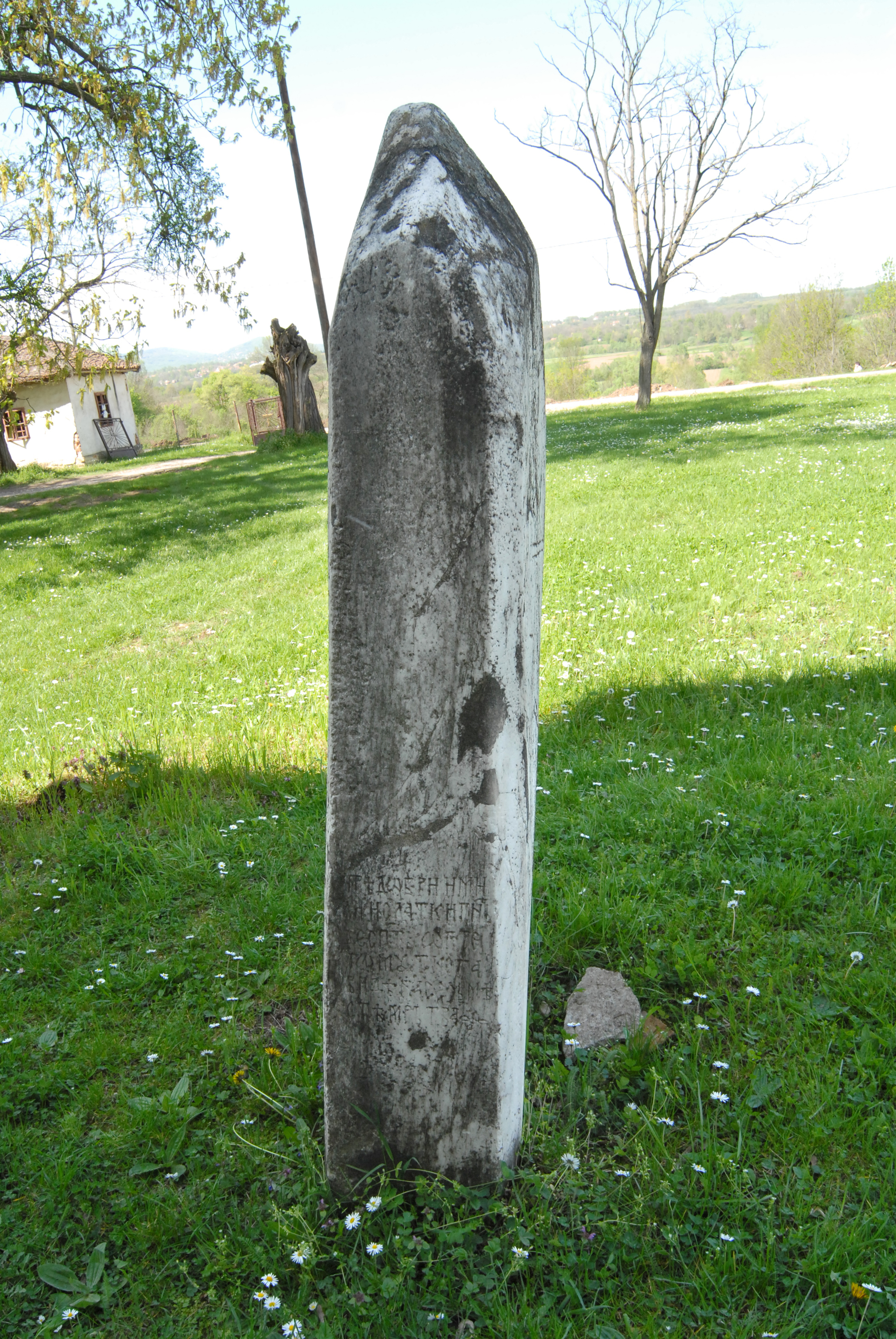
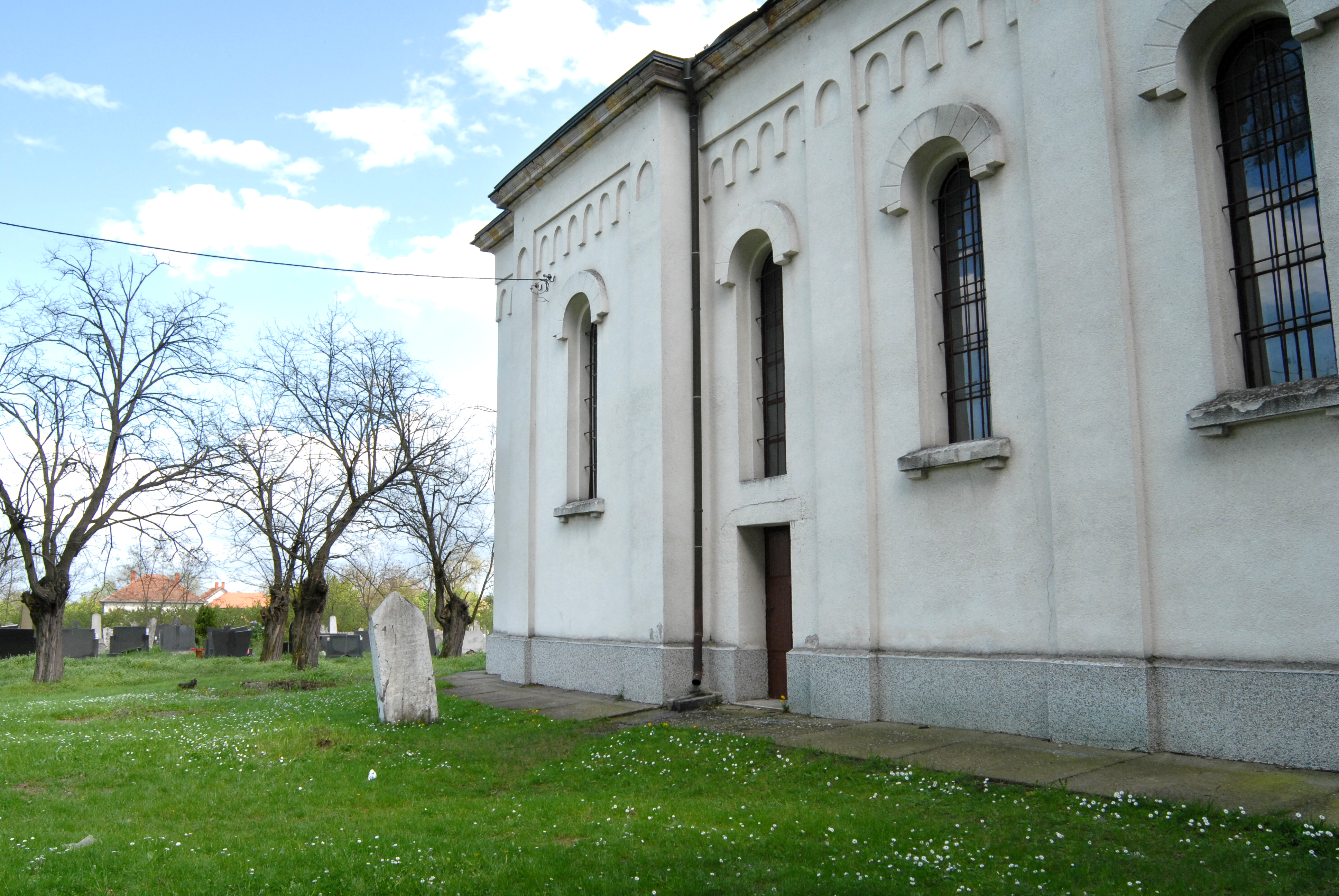
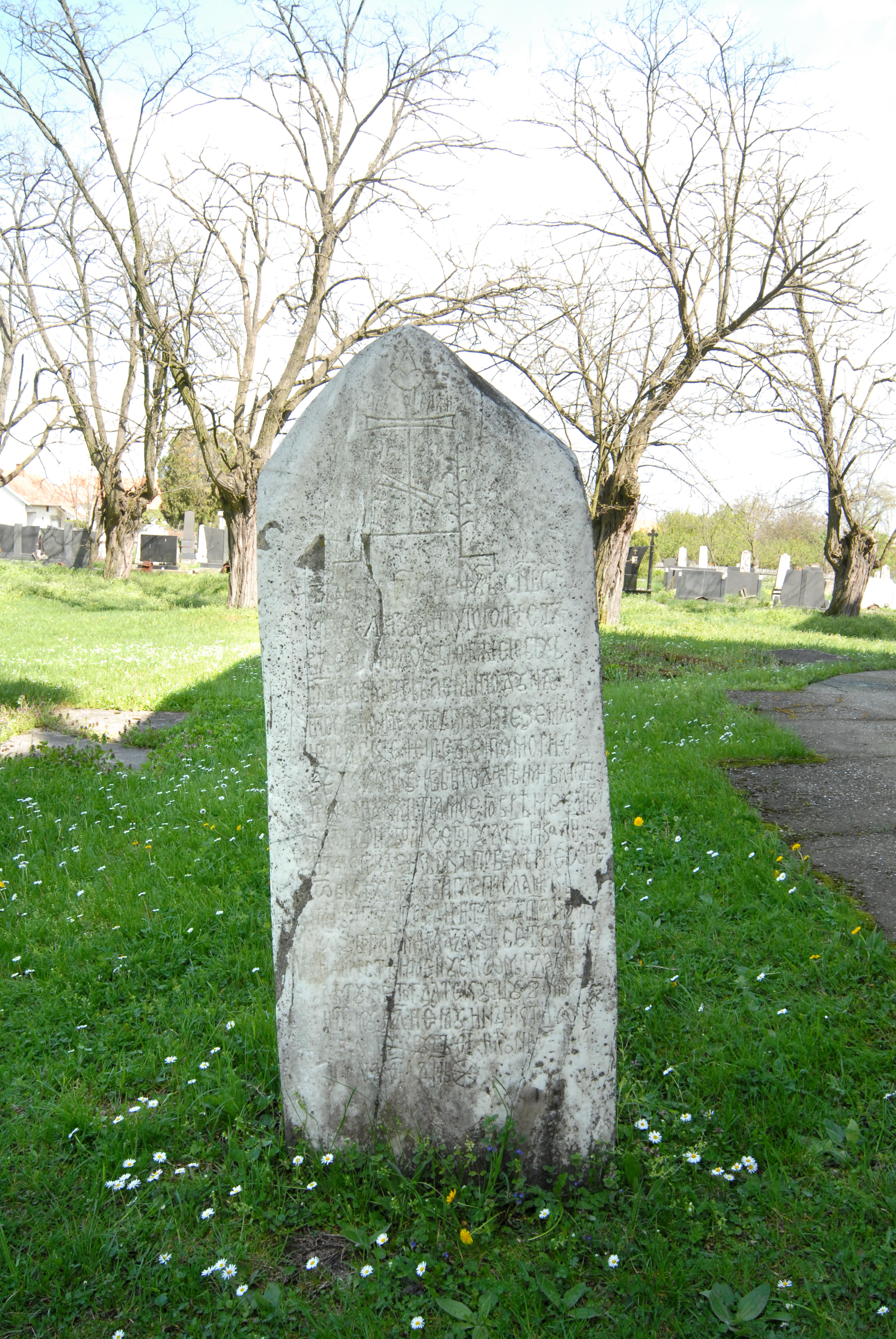